# Jan Vennegoor of Hesselink
Jan Johannes Vennegoor of Hesselink [ˈjɑn ˈvɛnəˌɣoːr ɔf ˈɦɛsəlɪŋk] (* 7. November 1978 in Oldenzaal) ist ein ehemaliger niederländischer Fußballspieler. Er wurde mit der PSV Eindhoven dreimal niederländischer und mit Celtic Glasgow zweimal schottischer Meister. Der Stürmer spielte 19-mal in der Nationalmannschaft.

## Karriere

### Verein
In seiner Jugend spielte Jan Vennegoor of Hesselink beim Amateurverein Quick ’20 in seinem Heimatort Oldenzaal. 1993 wurde er von FC Twente Enschede entdeckt und unter Vertrag genommen. Am 15. September 1996 debütierte er bei einer 0:1-Heimniederlage gegen Feyenoord Rotterdam in der Eredivisie. Bei FC Twente erzielte er insgesamt 59 Treffer in 142 Spielen, seine höchste Trefferausbeute hatte er in der Saison 1998/99 mit 21 Toren in 34 Spielen. In dieser Saison gelangen ihm auch zwei seiner drei „Dreierpacks“: beim 3:0-Auswärtssieg gegen Fortuna Sittard und beim 5:2 in Maastricht bei MVV. In der Folgesaison traf er zuhause beim 4:2 gegen NEC Nijmegen ebenfalls drei Mal. In der Saison 2000/01 trug er mit acht Treffern in acht Spielen zum Gewinn des KNVB-Pokalwettbewerbs bei. Im Elfmeterschießen des Finals gegen PSV Eindhoven am 24. Mai 2001 – auch nach der Verlängerung hatte es noch keine Tore gesehen – war er der erste Schütze und vergab; dank Torhüter Sander Boschker, der drei Strafstöße von PSV-Spielern in Folge parierte, entschied Twente den Wettbewerb jedoch noch für sich.
Kurz nach dem Pokalfinale unterschrieb Jan Vennegoor of Hesselink einen Vertrag bei der PSV. Eindhoven holte ihn für eine Ablösesumme von 11 Mio. Euro als Ersatz für Ruud van Nistelrooy. In seiner ersten Saison für PSV erzielte er in 34 Spielen 22 Tore und erreichte das Achtelfinale des UEFA-Pokals. 2002/03 gewann er mit PSV Eindhoven den niederländischen Meistertitel, schoss aber nur 8 Tore. Auch 2003/04 konnte er in der gesamten Saison nur 12 Treffer erzielen; PSV riet ihm daraufhin, sich einen anderen Klub zu suchen. Er blieb jedoch und fand 2004/05 zu seiner alten Form zurück. Als niederländischer Torschützenkönig (19 Treffer in 28 Spielen) führte er PSV zum Meistertitel, gewann den niederländischen Pokal und stieß bis ins Halbfinale der UEFA Champions League vor.
Zu Beginn der Saison 2006 nahm ihn der schottische Verein Celtic Glasgow für drei Jahre unter Vertrag. Die ersten beiden Saisons bei Celtic verliefen für ihn und den Verein sehr erfolgreich, in beiden Spielzeiten wurde Celtic Meister. Die Saison 2008/09 verlief für ihn allerdings enttäuschend. Einerseits erzielte er durch eine längere Verletzung nur wenige Tore, anderseits wurde der Meistertitel verpasst. Am Ende der Saison lief sein Vertrag aus. Im August 2009 war er noch auf Vereinssuche und hielt sich bei seinem alten Verein FC Twente fit. Ein Angebot des französischen Erstdivisionärs AS Saint-Étienne hatte er abgelehnt.
Anfang September 2009 wechselte er zu Hull City, konnte dort jedoch nicht an seine früheren Erfolge anknüpfen. Am 30. August 2010, kurz vor Transferende, unterschrieb er einen Zweijahresvertrag beim österreichischen Verein SK Rapid Wien. Doch die beiderseitig hohen Erwartungen wurden nicht erfüllt. Vennegoor of Hesselink war nur 13-mal zum Einsatz gekommen und hatte nur vier Tore erzielt. Am 10. Juni 2011 wurde sein Vertrag aufgelöst. Er stand anschließend ab November 2011 wieder bei der PSV unter Vertrag, mit der er KNVB-Pokalsieger 2012 wurde. In 17 Ligaspielen erzielte er als Ergänzungsspieler noch zwei Tore für die Eindhovener.
Zum Saisonende 2011/12 beendete er seine aktive Laufbahn.

### Nationalmannschaft
Sein Debüt für die niederländische Fußballnationalmannschaft absolvierte er am 11. Oktober 2000 mit 21 Jahren in einem Spiel gegen Portugal (0:2). Während der Ära von Nationaltrainer Dick Advocaat (2002–2004) wurde er nicht einberufen. Nach mehr als vier Jahren Nationalteampause kam er im März 2005 erstmals wieder zum Einsatz. Von Bondscoach Marco van Basten wurde der 1,92 m große und muskulöse Stürmer hauptsächlich als Joker gegen abwehrstarke Mannschaften eingesetzt, er sagte über ihn: „Wenn wir nicht durchkommen, brauchen wir ein Brecheisen. Dann ist Jan Vennegoor of Hesselink der ideale Mann“. 2006 nahm Vennegoor of Hesselink an der Fußball-Weltmeisterschaft teil; auch bei der EM 2008 gehörte er zum Kader der Elftal, kam jedoch nur zu einem Einsatz.

## Erfolge und Auszeichnungen

### Verein
FC Twente (1996–2001)
- Niederländischer Pokalsieger: 2000/01

PSV Eindhoven  (2001–2006, 2011–2012)
- Niederländischer Fußballmeister: 2002/03, 2004/05, 2005/06
- Niederländischer Pokalsieger: 2004/05, 2011/12
- Johan-Cruyff-Schale: 2003, 2012

Celtic Glasgow (2006–2009)
- Schottische Meisterschaft: 2006/07, 2007/08
- Scottish FA Cup: 2006/07
- Scottish League Cup: 2008/09

## Sonstiges
Sein Name stammt vom Zusammenschluss zweier Bauernhöfe in der Gegend um Enschede, als zwischen den beiden Familien „Vennegoor“ und „Hesselink“ geheiratet wurde. Das niederländische „of“ bedeutet „oder“.